# Арсенал-2 (Київ)
Футбольний клуб «Арсенал-2» — український футбольний клуб з міста Києва. Фарм-клуб київського «Арсенала».

## Всі сезони в незалежній Україні
| Сезон   | Чемпіонат     | Чемпіонат | Чемпіонат | Чемпіонат | Чемпіонат | Чемпіонат | Чемпіонат | Чемпіонат | Кубок | Кубок | Кубок | Кубок | Кубок | Кубок | Кубок | Примітка                           |
| Сезон   | Ліга          | Місце     | І         | В         | Н         | П         | М         | О         | Етап  | І     | В     | Н     | П     | М     | О     | Примітка                           |
| ------- | ------------- | --------- | --------- | --------- | --------- | --------- | --------- | --------- | ----- | ----- | ----- | ----- | ----- | ----- | ----- | ---------------------------------- |
| 2003/04 | Друга Група В | 16 з 16   | 30        | 4         | 4         | 22        | 24−46     | 16        | —     | —     | —     | —     | —     | —     | —     | Знявся із змагань після 26-го туру |
| Всього  | Друга         | 1 сезон   | 30        | 4         | 4         | 22        | 24−46     | 12        | —     | —     | —     | —     | —     | —     | —     |                                    |

## Відомі футболісти
- Руслан Левига
- Артем Мостовий
- Костянтин Деревльов